# Stanič
Stanič je priimek več znanih Slovencev, ki ga je po podatkih Statističnega urada Republike Slovenije na dan 31. decembra 2007 uporabljalo 519 oseb, na dan 1. januarja 2011  pa 524 oseb.

## Znani slovenski nosilci priimka
- Aleksander Stanič (1928—2004), diplomat, veleposlanik
- Alenka Stanič (1938—2024), prevajalka
- Alenka Stanič, biologinja, strokovnjakinja za vodilne kadre, pisateljica
- Ciril Stanič (1904—2003), gradbenik, urbanist in publicist
- Domen Stanič, naravni rezervat Škocjanski zatok
- Edvard Stanič (1947—2000) politik, nekdanji glavni tajnik Slovenskih krščanskih demokratov
- Fran Stanič (1893—1979), violinist, glasbeni pedagog in zborovodja
- Gojko Stanič (*1940), pravnik, politolog, filozof, politik, publicist, univ. prof.
- Iva Stanič, pevka zabavne glasbe
- Ivan Stanič (1900—1976), mikolog
- Ivan Stanič (*1961), urbanist, urednik, prevajalec, ilustrator
- Ive A. Stanič, politično-zgodovinski publicist
- Janez Stanič (1937—1996), novinar, urednik, publicist, prevajalec
- Jelka Stanič (1928—2011), violinistka
- Karmen Stanič, biologinja
- Katarina (Katinka) Stanič (1848—1878), pesnica, avtorica ponarodele pesmi Soča voda je šumela
- Josip Stanič (1852—1925), odvetnik in politik
- Jože Stanič (*1941), gospodarstvenik
- Jožef Stanič (1878—1958), čebelar
- Marjan Stanič (*1949), politik in poslanec
- Marjan Stanič, slovensko-makedonski bobnar
- Samo Stanič (*1969), fizik, univ. prof.
- Stane Stanič (1926—2005), novinar, politik in publicist
- Stanko Stanič (1893—1955), duhovnik, nabožni in verski publicist
- Urban Stanič (*1996), pianist
- Uroš Stanič (*1943), kibernetik
- Valentin Stanič (1774—1847), duhovnik, alpinist in kulturni delavec
- Viktorin Stanič (1902—1978), duhovnik
- Žiga Stanič (*1973), pianist, skladatelj in pedagog